# NGC 3855
NGC 3855 este o liner situată în constelația Ursa Mare. A fost descoperită în 8 mai 1864 de către Heinrich Louis d'Arrest. Se află la o distanță de 133,44 de megaparseci de Pământ.